# Château de Fénelon

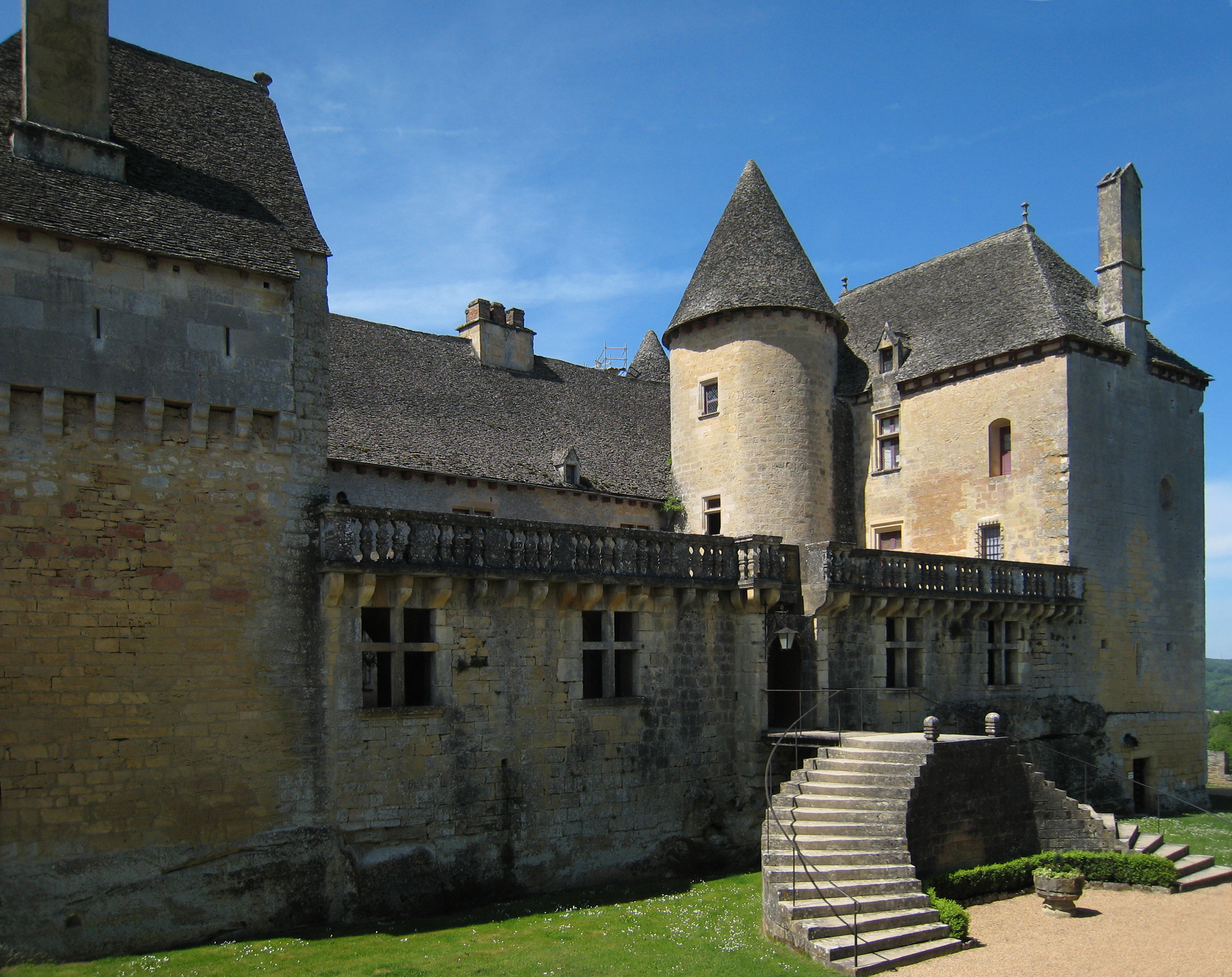
Imagen del Castillo de Fénelon tomada en 2008.

El castillo de Fénelon es un castillo francés ubicado en la ciudad de Sainte-Mondane en el departamento de Dordoña, en la región de Nueva Aquitania. Fue construido en el siglo XII y modificado en los siglos XIV, XVI y XVII.
El arzobispo de Cambray, François Fénelon nació en este castillo en 1651.